# Gualtério II de Brienne

Brasão com as Armas da Casa de Brienne

Gautier II de Brienne (1110 — 1161) foi conde de Brienne e senhor de Ramerupt.
Participou na Segunda Cruzada em 1147 com a corte do rei Luís VII de França.